# Ulysses (roman)
 For alternative betydninger, se Ulysses. (Se også artikler, som begynder med Ulysses)
Ulysses er den mest kendte af James Joyces romaner. Ulysses udkom i 1922. Dele af romanen blev i årene 1918-1920 bragt i tidsskriftet The Little Review.
Romanens struktur er en parafrase over Homers Odyssé. Der findes en kapitelinddeling med græske titler inspireret af Homer, men de tidligste udgaver havde ikke disse titler og kapitelinddelinger, som Joyce imidlertid har angivet i sin korrespondance.  
Bogen bygger på en lang række af Joyces meget personlige oplevelser, som han lader hovedpersonerne Leopold Bloom og Stephen Dedalus opleve i Dublin i løbet af den 16. juni 1904. 
Ulysses kan, på grund af mange uforståelige ord og sætninger, forekomme svær at læse, men den har også mange letforståelige afsnit med erotik, slang og gadeliv. Den er elsket af de læsere der har brugt den fornødne tid til at forstå den. Hvert af de 18 kapitler er skrevet i sin specifikke litterære stil. Mest berømt er Molly Blooms indre monolog, som udgør det afsluttende kapitel.  
Litteraturen om Ulysses er uhyre omfattende. Den franske wikiartikel er betydeligt mere grundig og detaljeret end den engelske. 

## Synopsis
Vi følger Leopold Bloom den 16. juni. Han er ikke særlig bemærkelsesværdig i det ydre, men han er en outsider af etniske og seksuelle grunde. Han laver morgenmad på sengen til sin kone Molly, men resten af dagen kommer han omkring i Dublin i forbindelse med arbejde, (han er annonceagent på et dagblad), sociale forpligtelser (bekendten Dignams begravelse) eller fornøjelser (bar- og bordelbesøg, lyssky korrespondance under pseudonym, voyeur-aktivitet med masturbation etc.  Han møder mange mennesker i løbet af dagen. Især den unge intellektuelle Stephen Dedalus gør stort indtryk på ham. Han fatter sympati for ham på grund af Stephens iøjnefaldende intelligens og karisma. Bloom gør i fantasien Stephen til sin søn, i stedet for den virkelige søn, som døde ved fødslen. Blooms rejse gennem gaderne i Dublin er opbygget som en parallel til Homers beretning om Odysseus' rejse fra Troja over Ægæerhavet til sin hustru og sit land Ithaka: Odysseus rejste til dødsriget (Bloom går til begravelse). Odysseus mødte den smukke prinsesse Nausikaa (Bloom fantaserer om en ung kvinde på stranden). Odysseus kæmpede mod Kyklopen (En brutal irer kaster en blikdåse i hovedet på jøden Bloom. Og Odysseus kom hjem til sit Ithaka og sin trofaste hustru, Penelope. (Bloom vender om natten hjem til Molly, som har haft en affære med en anden mand tidligere på dagen. Da han lægger sig på sengen og vækker hende, får ægteparret sig en hyggesnak om Blooms oplevelser. Dog siger ægtemanden ikke alt til sin kone ). Man forstår, at han betyder meget for hende.  

## Bogens modtagelse
Værket udkom på forfatterens 40-års fødselsdag, den 2. februar 1922.  Da bogtrykkere og anmelderne fandt dele af værket pornografiske, blev det undertrykt i England. I USA forhindrede postvæsenet dets udbredelse ved at nægte at omdele det. 
Den 6. december 1933 frikendte den amerikanske dommer John H. Woolsey Ulysses for at være pornografisk og udtrykte i dommens præmisser, at bogen bør være tilgængelig for offentligheden. Allerede i februar 1934 udkom værket i New York.

## Danske udgaver
Ulysses er blevet omtalt som "nærmest uoversættelig". Blandt andet indeholder originaludgaven en mængde ord, som de færreste englændere forstår, og også hele sætninger som tilsyneladende er uden sammenhæng med handlingen. Læseren (engelsk eller dansk) må altså hurtigt gøre sig klart, at man ikke kan forvente at forstå det hele. Hvilket hænger sammen med at bogen ikke, som de fleste romaner, udelukkende består af de logiske dele til en beskrivelse, men at der er mange surrealistiske passager.  
Ved et møde i København i 1936 anmodede Joyce selv Tom Kristensen om at oversætte den til dansk, men Kristensen ville ikke påtage sig opgaven.  Den første oversættelse af Mogens Boisen udkom i 1949 og er siden blevet revideret to gange (seneste udgave er fra 1976). 
I 2014 blev værket nyoversat af Karsten Sand Iversen for Forlaget Rosinante. I forbindelse med anmeldelserne af den nye udgave blev bogen bl.a. karakteriseret således:
"Mindre end en håndfuld andre romanværker kan gøre "Ulysses" rangen stridig som det tyvende århundredes væsentligste, og hvis væsentlighed også har at gøre med en romans evne til at skabe frihed uden for litteraturen, er Ulysses romanen over dem alle."
I 2019 kom endnu en oversættelse foretaget af Bent Wiberg (kapitel 1-15) og Jens Feilberg (kapitel 16-18) og udgivet på Forlaget Vandkunsten. Denne udgave er udstyret med ca. 3000 forklarende noter undervejs.